# Tardobispo
Tardobispo es una localidad española perteneciente al municipio de El Perdigón de la provincia de Zamora, en la comunidad autónoma de Castilla y León.

## Topónimo
Su nombre viene de la unión de las palabras otero (teso o colina) y obispo, por lo que el significado será el teso del obispo.

## Ubicación
Se encuentra situada en el sur de la provincia de Zamora, en la zona más meridional de la Tierra del Vino. Limita al norte con Zamora, al sur con Casaseca de Campeán, al este con Entrala y Morales del Vino, y al oeste con Pereruela, ya en la comarca de Sayago.

## Historia
El pueblo tiene un origen muy antiguo, y en su término municipal se han encontrado bastantes restos y conjuntos arqueológicos de importancia, como son la calzada romana y el puente romano de Alcamín, por debajo del cual discurre el arroyo de El Perdigón. Cuenta con los despoblados de Alcamín de Yuso y Alcamín de Suso.
Durante la Edad Media Tardobispo quedó integrada en el Reino de León, siendo repoblada por sus monarcas.
Posteriormente, en la Edad Moderna, la localidad formó parte del Partido del Vino de la provincia de Zamora, tal y como reflejaba en 1773 Tomás López en Mapa de la Provincia de Zamora. 
Así, al reestructurarse las provincias y crearse las actuales en 1833, la localidad se mantuvo en la provincia zamorana, dentro de la Región Leonesa, integrándose en 1834 en el partido judicial de Zamora.
Finalmente, en 1976, el antiguo municipio de Tardobispo se integró en el de El Perdigón.

## Geografía humana

### Demografía
| Gráfica de evolución demográfica de Tardobispo entre 1842 y 1970 |
| |
| Población de derecho según los censos de población del INE Población de hecho según los censos de población del INEEntre el censo de 1857 y el anterior, crece el término del municipio porque incorpora a 49532 (La Tuda) y 495047 (Las Enillas) Entre el censo de 1930 y el anterior, disminuye el término del municipio porque independiza a 49532 (La Tuda) Entre el censo de 1981 y el anterior, este municipio desaparece porque se integra en el municipio 49151 (El Perdigón) |

### Transportes
Desde la localidad se puede acceder a través de una carretera local a El Perdigón o al vecino término de Entrala, donde atraviesa la carretera provincial ZA-305, popularmente conocida como la calzada de Peñausende y que permite comunicar con Morales del Vino al norte. Esta carretera permite enlazar además con la carretera nacional N-630 que une Gijón con Sevilla así como a la autovía Ruta de la Plata, de igual recorrido que la anterior y que constituye el principal eje de transportes del oeste del país.  
En cuanto al transporte público se refiere, tras el cierre del Ferrocarril Ruta de la Plata, que pasaba por Perdigón y el vecino término de Morales y tenía parada compartida en los mismos, no existen servicios de tren en el municipio ni en los vecinos, ni tampoco línea regular con servicio de autobús, siendo las estaciones más cercanas las de Zamora capital. Por otro lado el aeropuerto de Salamanca es el más cercano, estando a unos 82 km de distancia.

## Patrimonio
El principal monumento de la localidad es la iglesia, de orígenes románicos en su muro sur, aunque el resto de la fábrica es principalmente de los siglos XV y XVII. En la puerta de la iglesia se conserva una estela romana. En su interior se exhibe un calvario gótico del siglo XIII y principios del siglo XIV.

## Fiestas
El pueblo celebra la fiesta de la Virgen de Castillo y el 6 de agosto la fiesta de El Salvador.